# ほくそう春まつり
ほくそう春まつり（ほくそうはるまつり）は、「ほくそう春まつり」実行委員会（北総鉄道、印西市、白井市、ベイエフエム）が主催の鉄道イベントである。
本項ではほくそう秋まつりについても記述する。

## 概要
千葉ニュータウン中央駅周辺を中心に1997年（平成9年）から春の恒例のPRイベントとして開催されている。
1997年（平成9年）3月30日の第一回開催時は、千葉ニュータウン中央駅の自由通路に青空市や屋台、古道具掘り出し市などが所狭しと並び、約8000人が詰めかけた。以後同様にイベントが開催されている。
初開催より毎年概ね春休み期間中に開催されていたが、2014年よりゴールデンウィーク前の土休日に開催となっている。ただし、2011年は東日本大震災の影響により、2012年は大雨強風により開催を中止した。

### イベント会場
2018年開催時までは千葉ニュータウン中央駅のコンコースおよび自由通路、ロータリー広場、アルカサールで開催であった。「会社創立50周年記念」の2022年よりイオンモール千葉ニュータウン提携駐車場で開催されている。

### 主な物販・PR・飲食・展示
- 交通事業者各社によるグッズ販売会[4]
- 京成グループ各社による出展[4]
- パルシステム・茂野製麺・成田ゆめ牧場・米井畳店・JA・UR都市機構・千葉ニュータウンセンター・らーばんねっと・大塚製薬などの沿線企業
- イオンクレジット・イオンモール・コストコなどの周辺商業施設や飲食店
- 忘れ物放出品のバザー
- 印西警察署や消防署による緊急車両の展示[5][6]
- 沿線自治体のPRコーナー[4]

## 主なゲスト
2013年から特設ステージが設置され、各著名人をゲストに迎えていた。2018年は休止していた。
- LinQ
- 松本梨香
- 藤江れいな
- 嘉門タツオ
- 秦佐和子
- ミクミクサイダー
- きただにひろし
- テツandトモ
- 天野なつ
- みっちー
- Gたかし
- 影山ヒロノブ
- shuri
- ダンディ坂野
- アイデンティティ
- 小島よしお
- 遠藤正明
- 中村素也
- きゃんひとみ

## 直通臨時列車
2009年より臨時列車「ほくそう春（または秋）まつり号」を運転している。到着時刻は概ね10時前後。
事前の予約は必要なく通常列車のように乗車ができる。また、千葉ニュータウン中央に到着前の車内で記念乗車証明書が配布される。
| 回   | 年   | 運転日  | 種別     | 始発駅     | 使用車両 | 備考                                                             |
| ---- | ---- | ------- | -------- | ---------- | -------- | ---------------------------------------------------------------- |
| 13   | 2009 | 3月28日 | 特急     | 京成上野駅 | 9108     | 北総線開業30周年記念                                             |
| 14   | 2010 | 3月27日 | 特急     | 京成上野駅 | 9018     | [ 8 ]                                                            |
| 中止 | 2011 |         | 特急     | 押上駅     | 7300     | 開催中止。運行中止。                                             |
| 中止 | 2012 | 3月31日 | 特急     | 八千代台駅 | 9128     | 強風により開催中止。臨時列車は運行                               |
| 15   | 2013 | 4月21日 | 通勤特急 | 京成成田駅 | 9018     | 北総線内停車駅は小室駅のみ                                       |
| 16   | 2014 | 4月27日 | 特急     | 京成上野駅 | 9201     |                                                                  |
| 17   | 2015 | 4月26日 | 急行     | 京成高砂駅 | 7503     | [ 12 ]                                                           |
| 18   | 2016 | 4月24日 | 快速     | 東成田駅   | 9018     | 都心直通25周年記念 北総線内停車駅は東松戸駅、新鎌ヶ谷駅          |
| 19   | 2017 | 4月23日 | 特急     | 京成上野駅 | 9808     |                                                                  |
| 20   | 2018 | 4月22日 | 特急     | 京成上野駅 | 7828     |                                                                  |
| 21   | 2022 | 10月2日 | 特急     | 押上駅     | 7503     | 創立50周年記念この車両は8月末より 「北総線活性化トレイン」で運行 |
| 22   | 2023 | 4月30日 | 特急     | 八千代台駅 | 9201     |                                                                  |
| 23   | 2024 | 4月21日 | 特急     | 東成田駅   | 7308     | 北総線1期線開業45周年記念 千葉県誕生150周年記念                  |
| 24   | 2025 | 4月20日 | 特急     | 京成上野駅 | 9808     |                                                                  |